# Hainan (31)
El Hainan (31) es un LHD (landing helicopter dock) Tipo 075 de la Armada del Ejército Popular de Liberación. Fue botado en 2019 y asignado en 2021.

## Características
El Tipo 075 tiene una cubierta de vuelo de longitud completa para operaciones de helicópteros y cuenta con una cubierta de pozo inundable desde la cual desembarcan aerodeslizadores y vehículos blindados de asalto anfibio.
Se estima que el tamaño y tonelaje del Tipo 075 es mayor que el de la mayoría de sus contemporáneos, con excepciones que incluyen la clase Wasp y la clase America de la Armada de los Estados Unidos.

## Construcción
Construidos por Hudong-Zhonghua Shipbuilding, fue botado en enero de 2019 y asignado en abril de 2021.

## Historial operativo
El 23 de abril de 2021, el barco entró en servicio en la Flota de los Mares del Sur.